# 三巴旺公共图书馆
三巴旺公共圖書館 （英語：Sembawang Public Library）是一所位于三巴旺规划区新加坡圖書館管理局旗下的公共圖書館。此图书馆位于Sun Plaza购物中心里的五楼。2000年图书馆正式开幕，2014年经翻新后重新开幕。

## 历史
2000年8月三巴旺公共圖書館正式开幕，现任新加坡内务部部长尚穆根主持了开幕典礼。
2014年头圖書館进行为期7个月的翻新，2014年底以「海事业」的设计主题重新开放。

## 場內設備
三巴旺公共圖書館的設施包括 ：
- 成人圖書館
- 兒童圖書館

## 交通
附近的交通设施包括
- 三巴旺地铁站
- 三巴旺巴士转换站